# Volvo Open di Firenze
O Volvo Open di Firenze foi um torneio masculino de golfe profissional no PGA European Tour, que foi disputado na Itália entre os anos de 1989 e 1992. A primeira edição decorreu em Sardenha e foi chamada de Volvo Open Championship; as demais edições foram sediadas na Florença. Vijay Singh conquistou a primeira vitória de sua carreira no PGA European Tour em 1989, ao vencer com (72-68-68-68=276) tacadas, 12 abaixo do par, contra 9 abaixo do vice-campeão, o australiano Peter Fowler (71-69-71-68=279). Singh foi número um do mundo entre 2003 e 2004.

## Campeões
| Ano                     | Campeão               | País                  | Local                 | Pontuação             | Par                   | Margem                | Vice-campeão(ões)                 |
| Volvo Open di Firenze   | Volvo Open di Firenze | Volvo Open di Firenze | Volvo Open di Firenze | Volvo Open di Firenze | Volvo Open di Firenze | Volvo Open di Firenze | Volvo Open di Firenze             |
| ----------------------- | --------------------- | --------------------- | --------------------- | --------------------- | --------------------- | --------------------- | --------------------------------- |
| 1992                    | Anders Forsbrand      | Suécia                | Ugolino Golf Club     | 271                   | −13                   | 1 tacada              | Barry Lane                        |
| 1991                    | Anders Forsbrand      | Suécia                | Ugolino Golf Club     | 274                   | −14                   | 1 tacada              | Peter Senior                      |
| 1990                    | Eduardo Romero        | Argentina             | Ugolino Golf Club     | 265                   | −23                   | 1 tacada              | Russell Claydon Colin Montgomerie |
| Volvo Open Championship |                       |                       |                       |                       |                       |                       |                                   |
| 1989                    | Vijay Singh           | Fiji                  | Is Molas Golf Club    | 276                   | −12                   | 3 tacadas             | Peter Fowler                      |